# Lebus
Lebus (Pools: Lubusz) is een stadje in de Duitse deelstaat Brandenburg. Lebus ligt in het Landkreis Märkisch-Oderland en telt 3.144 inwoners. Het stadje ligt aan de Oder en daarmee aan de Poolse grens, het maakte van 1949 tot 1990 deel uit van de Duitse Democratische Republiek.
Lebus is de naamgever van het Land Lebus en het huidige woiwodschap Lubusz in Polen. Tot de stichting van Frankfurt (Oder) in 1253 was Lebus de belangrijkste plaats in het gebied. Bij de gevechtshandelingen van 1945 is Lebus volledig in de as gelegd. In de jaren vijftig is Lebus weer opgebouwd.

## Bevolking
| Bevolkingsontwikkeling | Bevolkingsontwikkeling | Bevolkingsontwikkeling | Bevolkingsontwikkeling | Bevolkingsontwikkeling | Bevolkingsontwikkeling | Bevolkingsontwikkeling | Bevolkingsontwikkeling | Bevolkingsontwikkeling | Bevolkingsontwikkeling |
| ---------------------- | ---------------------- | ---------------------- | ---------------------- | ---------------------- | ---------------------- | ---------------------- | ---------------------- | ---------------------- | ---------------------- |
| Jaar                   | 1875                   | 1890                   | 1910                   | 1925                   | 1933                   | 1946                   | 1993                   | 2000                   | 2006                   |
| Inwoners               | 2328                   | 2427                   | 1697                   | 2513                   | 2492                   | 1498                   | 1698                   | 2697                   | 3341                   |

## Verkeer en vervoer
Lebus wordt ontsloten door een streekbus die 7 dagen in de week enkele keren per dag rijdt. Deze busdienst, lijn 969, wordt uitgevoerd door de DB, en kan worden gezien als vervangende busdienst van de voormalige spoorlijn Küstrin-Kietz - Frankfurt. Van deze spoorlijn, die tot 2006 in gebruik was, rest enkel nog de stenen bedding.
In juli 1977 vond hier een treinramp plaats met 29 doden.

## Sport en recreatie
Door deze plaats loopt de Europese wandelroute E11. De E11 loopt van Den Haag naar het oosten, op dit moment de grens Polen/Litouwen. De route komt vanaf Reitwein en vervolgt in zuidwestelijke richting naar Siedlung Hexenberg en Frankfurt (Oder).

## Galerij

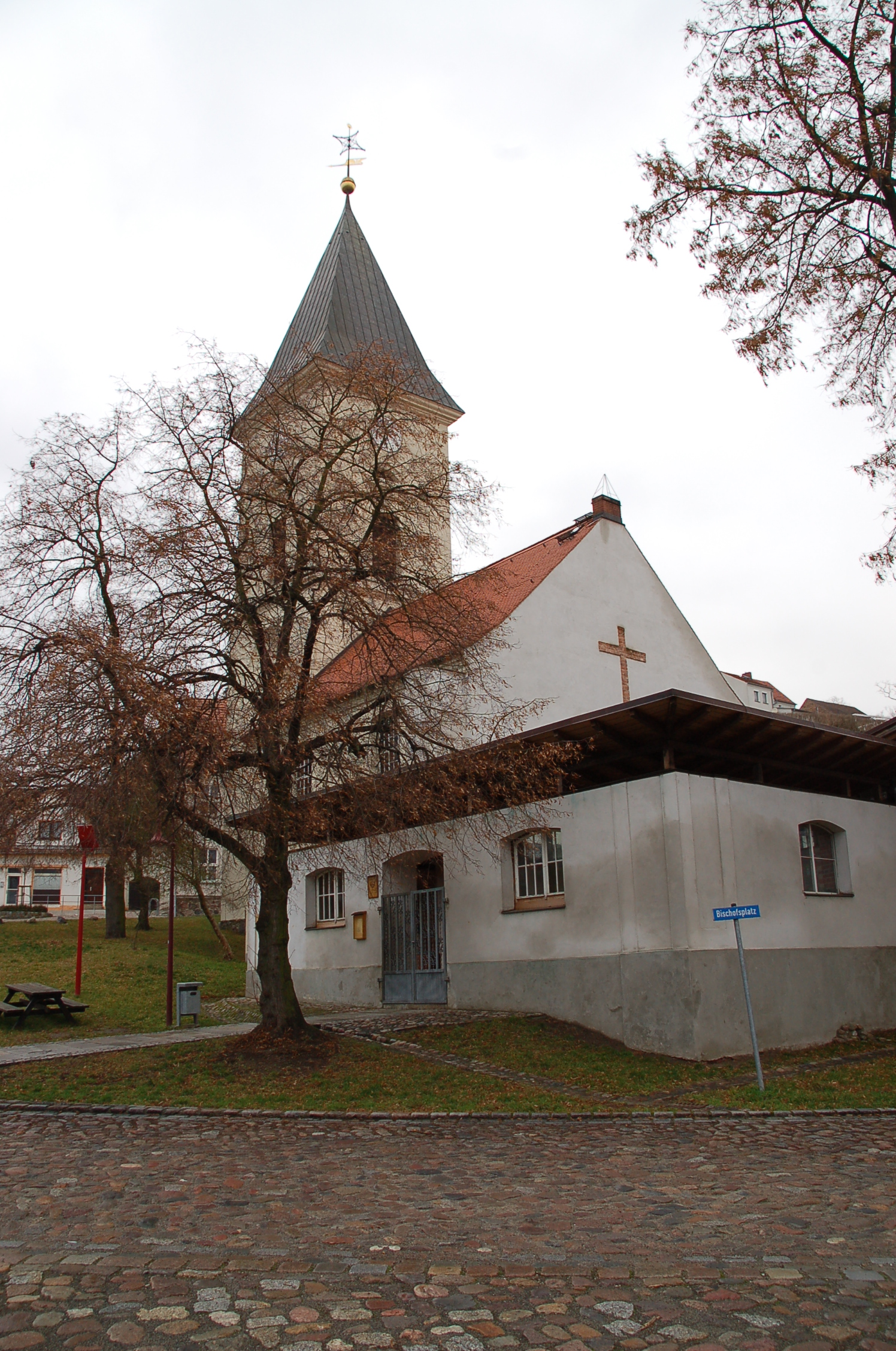
De evangelische Stadskerk
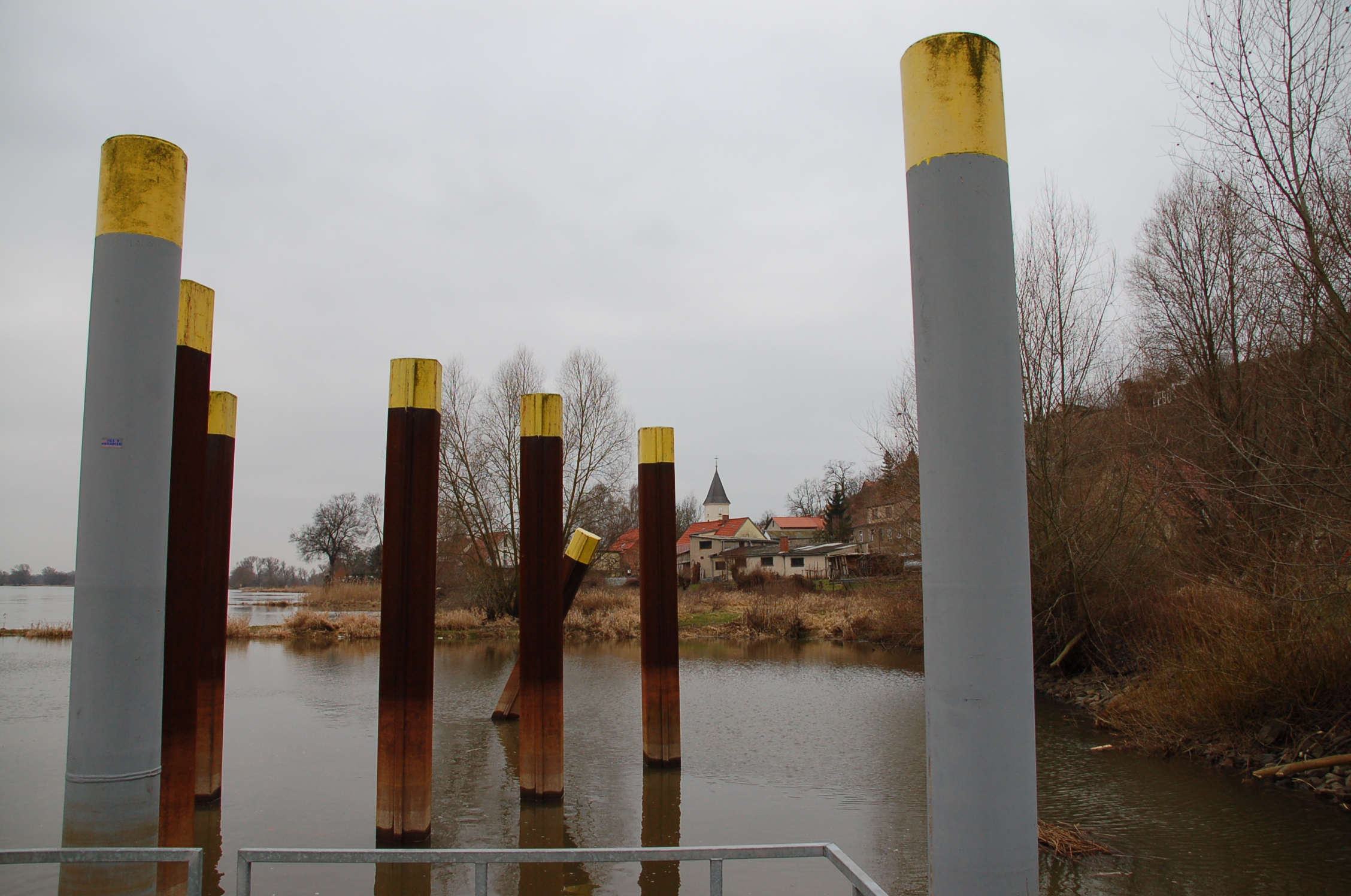
Aanlegsteiger aan de Oder
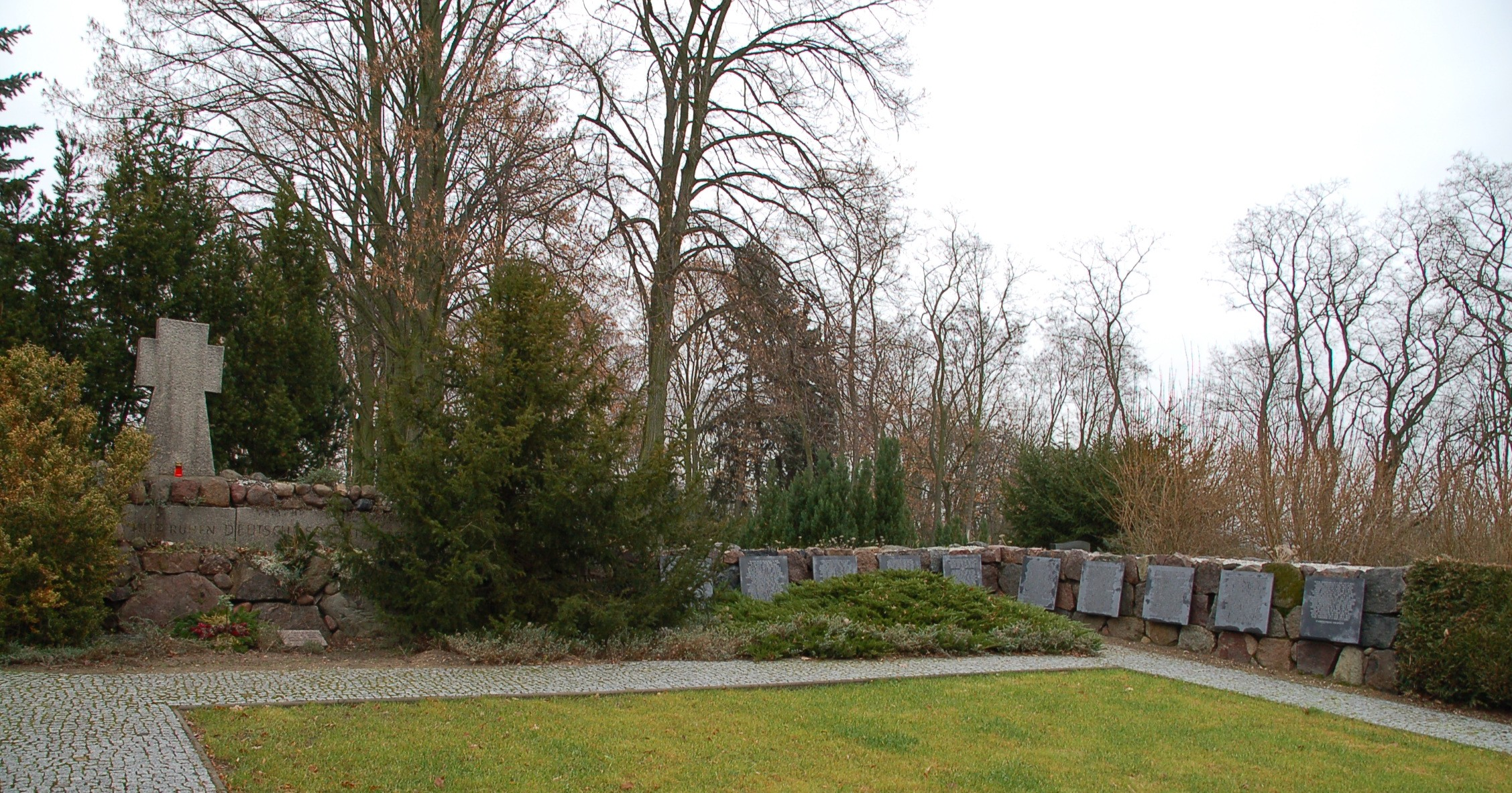
Monument voor in de Tweede Wereldoorlog gevallenen
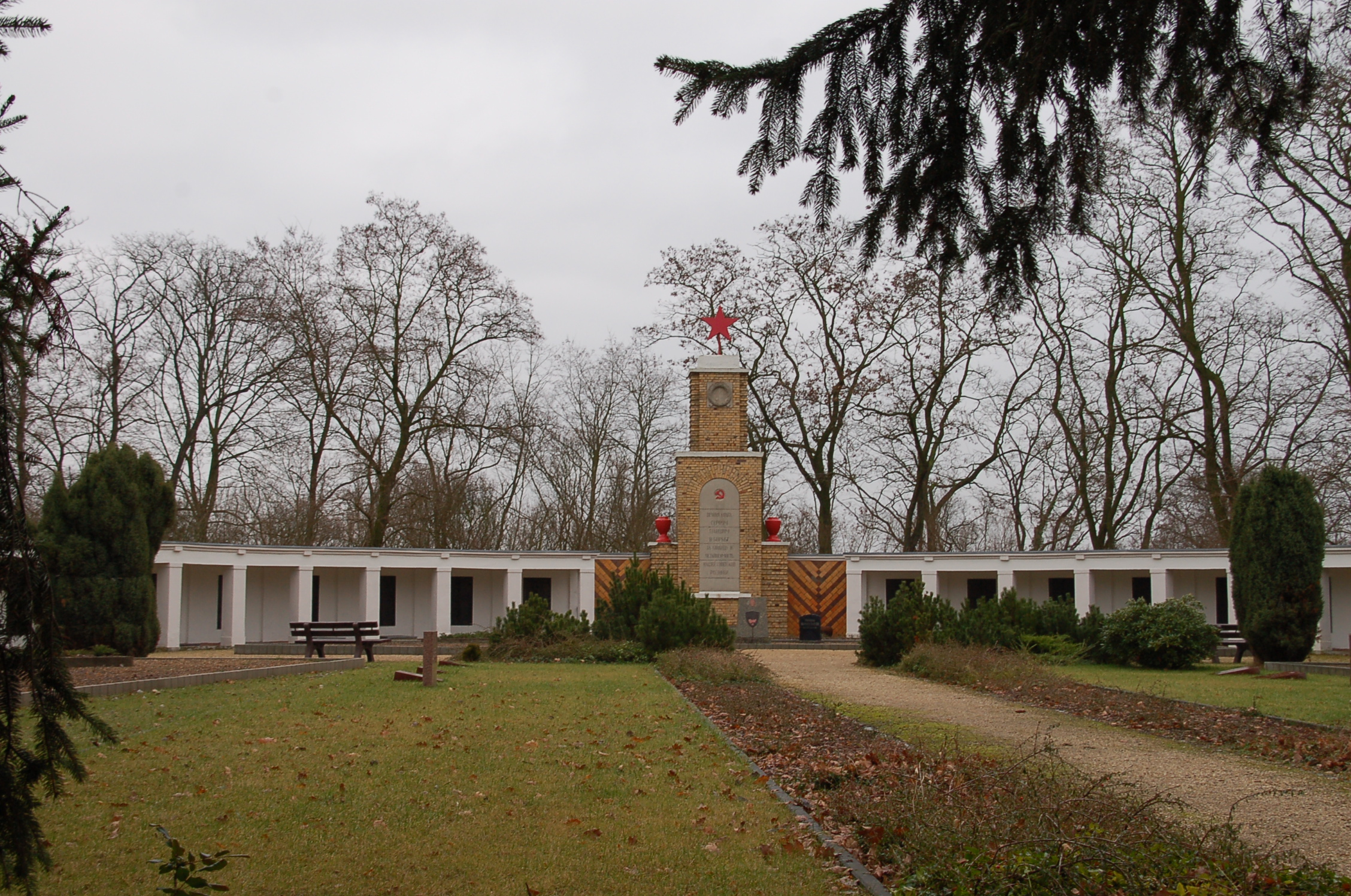
Sovjetmonument voor strijders uit de Tweede Wereldoorlog

Altlandsberg ·
Alt Tucheband ·
Bad Freienwalde ·
Beiersdorf-Freudenberg ·
Bleyen-Genschmar ·
Bliesdorf ·
Buckow (Märkische Schweiz) ·
Falkenberg ·
Falkenhagen (Mark) ·
Fichtenhöhe ·
Fredersdorf-Vogelsdorf ·
Garzau-Garzin ·
Golzow ·
Gusow-Platkow ·
Heckelberg-Brunow ·
Höhenland ·
Hoppegarten ·
Küstriner Vorland ·
Lebus ·
Letschin ·
Lietzen ·
Lindendorf ·
Märkische Höhe ·
Müncheberg ·
Neuenhagen bei Berlin ·
Neuhardenberg ·
Neulewin ·
Neutrebbin ·
Oberbarnim ·
Oderaue ·
Petershagen/Eggersdorf ·
Podelzig ·
Prötzel ·
Rehfelde ·
Reichenow-Möglin ·
Reitwein ·
Rüdersdorf bei Berlin ·
Seelow ·
Strausberg ·
Treplin ·
Vierlinden ·
Waldsieversdorf ·
Wriezen ·
Zechin ·
Zeschdorf